# Живојин Павловић
Живојин Жика Павловић (Шабац, 15. април 1933 — Београд, 29. новембар 1998) био је српски књижевник, редитељ, сликар и универзитетски професор. Један је од водећих редитеља црног таласа југословенског филма. Био је дугогодишњи професор Факултета драмских уметности у Београду. Двоструки је добитник НИН-ове награде за књижевност.

## Живот и дело
Рођен је 15. априла 1933. године у Шапцу. Детињство је провео у многим градовима Србије, а највише у селу Вратарници код Зајечара. Са деветнаест година почео је да пише о филму и уметности за београдске новине и часописе. Дипломирао је декоративно сликарство на Академији Примењених уметности у Београду. Са двадесет пет година режирао је свој први аматерски филм Љуба Поповић (1958). Три године касније завршио је свој први играни филм Живе воде из омнибуса Капи, воде, ратници (1962). За овај филм, Павловић је добио прву од многобројних награда (специјална награда жирија на филмском фестивалу у Пули). А награда филмских критичара на фестивалу у Катарги (1965) за филм Непријатељ, била је прва међународна награда коју је добио.
У својој тридесетој години објавио је прву збирку приповедака Кривудава река (1963). Његов први роман Лутке, објављен је 1965. године. За то дело, Павловић прима прву од многобројних награда за креативно списатељство (награда Исидора Секулић, 1967. године).
Његови филмови су препознатљиви како по изразу, тако и по тематици коју обрађује. Углавном су то социјалне драме, са главним ликовима неприлагођеним друштву у коме живе и друштвеним приликама који владају — филмови са изразито критичким ставом. Након филма Заседа (1969) је био жестоко критикован од стране званичних власти Југославије, тако да је једно време био у могућности да ради једино у Словенији. Ретроспективе његових филмова организоване су у Пезару (1983), Ла Рошелу (1985), Паризу (1986. и 1990), Монпељеу (1990) и Стразбуру (1991).
Као глумац, појављује се само у једном дугометражном играном филму, Национална класа редитеља Горана Марковића, у више него споредној улози која траје свега неколико секунди, али и у три краткометражна филма својих студената са Академије Браћа Карић у Београду, на којој је био редовни професор.
Био је ожењен новинарком и књижевницом Снежаном Лукић, ћерком ваљевских адвоката Олге (1911—1988) и Ранисава Лукића. Њихова деца су Милена, Вук и Ненад. Снимио је укупно 15 филмова и објавио 32 књиге. Преминуо је у 29. новембра 1998. године Београду.
Након његове смрти у јануару 2006. објављено је шест томова његовог Дневника у издању новосадског Прометеја и београдског Подијума. Обимом од око 2.500 страница, и ширином временског распона (1956—1993), ти дневнички записи, насловљени као Изгнанство I-II, Испљувак пун крви и Диариум I-III, превазилазе све што је у том жанру код нас до сада написано и објављено.

## Држава мртвих
Држава мртвих је последњи филм Живојина Павловића.
У првој половини 1997. године најављено је да ће се ускоро поуздано знати хоће ли те јесени Живојин Павловић почети Реквијем, филм до кога му је, од неколико пројеката о којима је размишљао након Дезертера (тада старог већ пет година), изгледа највише било стало. А онда је крајем јула 1997. почео да снима филм о коме дотад није било ни речи. Продуцент Зоја Тодорић, као и драмски писац Синиша Ковачевић, предложили су му да сними филм по Ковачевићевој позоришној представи Јанез, и Држава мртвих је започета. За филм адаптираној Ковачевићевој драми. У првом плану сценарија био распад једне породице који је носио симболику распада СФРЈ. То је метафора о растакању СФРЈ, драма идентитета ових простора, па би неко у причи о Словенцу лако препознао причу о Косову. Као у Дезертеру, сцене су рађене изузетно натуралистички.
Филм је снимљен за месец и по дана, до половине септембра 1997. године. Тада из непознатих разлога долази до застоја у целом пројекту. Ствар се није померила са мртве тачке све до Павловићеве смрти 29. новембра 1998. године. Потом долази до извесног померања, па продуцент покушава да филм приведе крају. Жеља породице (а и продуценткиња се сложила), била је да Слободан Шијан заврши филм. Међутим, до тога није дошло — како због одуговлачења, тако и због чињенице што је (због претходно заказаних обавеза), Шијан отишао у САД.
Било је покушаја да филм заврши Дуда Ћерамилац, први асистент режије (која је и на филму Дезертер била први асистент) — то је била и жеља породице. Међутим, ни то се није десило.
Посао завршетка се стално одлагао све док се није укључио нови продуцент Макса Ћатовић (Комуна) и док није одлучено да финалну верзију уради Динко Туцаковић, редитељ који је познавао материјал, а био је и Павловићев студент.
Трудио сам се да се мој рад не примећује... Динко Туцаковић
Готово невероватне потешкоће на путу овог филма од самог текста, преко снимања и мучног процеса монтаже, па до премијере пред публиком, пратио је и низ узастопних смртних случајева. После Павловића, преминули су и директор фотографије Александар Петковић, као и глумци Драган Максимовић, Предраг Милинковић и Ранко Гучевац – што се мрачно надовезало на наслов филма.
Међутим, и након завршетка филма, настају потешкоће и одлагања премијере. Последњи филм Жике Павловића Држава мртвих премијерно је приказан пред београдском публиком 29. новембра 2002. године, на четворогодишњицу ауторове смрти.
Маркетиншки готово неиспраћена, Држава мртвих премијерно је приказана пред полупразном салом београдског Сава центра. Чак је и један део екипе филма одбио да се појави на премијери у Сава центру. Према речима редитеља, Динка Туцаковића, раније је било замишљено да филм буде приказан у исто време у Београду, Сарајеву, Загребу и Љубљани и то баш на Дан републике (симболично, пошто је то дан када је и Живојин Павловић преминуо четири године раније).

## Лични живот
Павловић је био православни хришћанин и трудио се да свој живот води у складу са Десет Божјих заповести, клонећи се и чувајући друге од греха.

## Наслеђе

### Награда Живојин Павловић
У Лесковцу се од 2008. одржава међународни фестивал филмске режије који додељује награду „Живојин Павловић” за промоцију српског филма у свету. Добитници награде су: Бата Живојиновић, Драган Николић, Раде Шербеџија, Мики Манојловић, Лазар Ристовски, Славко Штимац (2016), Богдан Диклић (2019), Горан Марковић (2021).

## Награде

### Филмске награде
- Златна маска на I фестивалу медитеранског филма за филм Непријатељ (1965. године)
- Златна арена за режију на филмском фестивалу у Пули за филм Буђење пацова (1967. године)
- Сребрни медвед за режију на фестивалу у Берлину за филм Буђење пацова (1967. године)
- Велика златна арена на филмском фестивалу у Пули за филм Кад будем мртав и бео (1968. године)
- I награда за најбољи филм на фестивалу у Карловим Варима) за филм Кад будем мртав и бео (1968. године)
- Златни лав на фестивалу у Венецији за филм Заседа (1969. године)
- Велика златна арена и Златна арена за режију на филмском фестивалу у Пули за филм Црвено класје (1971. године)
- Златна плакета за сценарио, према књижевном делу на фестивалу у Берлину за филм Црвено класје (1971. године)
- Златна арена за режију на филмском фестивалу у Пули за филм Хајка (1976. године)
- Велика златна арена, Златна арена за режију и Златна арена за сценарио на филмском фестивалу у Пули за филм Задах тела (1983. године)
- Златни гладијатор за филм На путу за Катангу (1987. године)
- Сребрна мимоза за филм Дезертер (1992. године)
- Феликс ромулијана (лат. Felix romuliana) за животно дело
- Златна маслина за најбољи филм на фестивалу медитеранског филма у Бастији, за филм Дезертер (1992. године)
- Наградa „Златни печат” Југословенске кинотеке[6]

### Књижевне награде
- Награда Исидора Секулић за креативно списатељство. За књигу приповедака Две вечери у јесен (1967. године)
- Андрићева награда за приповетку. За књигу приповедака Кришке времена (1993. године)
- НИН-ова награда за роман године. За роман Зид смрти (1985. године)
- НИН-ова награда за роман године. За роман Лапот (1992. године)

## Филмографија
| Год.   | Назив                                    | Улога |
| ------ | ---------------------------------------- | ----- |
| 1960-е |                                          |       |
| 1962.  | Капи, воде, ратници (сегмент„Живе воде“) |       |
| 1963.  | Град (филм) (омнибус Град, забрањен)     |       |
| 1965.  | Непријатељ (1965)                        |       |
| 1966.  | Повратак (1966)                          |       |
| 1967.  | Буђење пацова                            |       |
| 1968.  | Кад будем мртав и бео                    |       |
| 1969.  | Заседа                                   |       |
| 1970-е |                                          |       |
| 1970.  | Црвено класје                            |       |
| 1973.  | Лет мртве птице                          |       |
| 1975.  | Песма (ТВ филм у 6 епизода, 1974)        |       |
| 1977.  | Хајка                                    |       |
| 1980-е |                                          |       |
| 1980.  | Довиђења у следећем рату                 |       |
| 1983.  | Задах тела                               |       |
| 1987.  | На путу за Катангу                       |       |
| 1990-е |                                          |       |
| 1992.  | Дезертер                                 |       |
| 2000-е |                                          |       |
| 2002.  | Држава мртвих                            |       |

### Књиге приповедака
- Кривудава река (1963, 1994)
- Две вечери у јесен (1967)
- Циганско гробље (1972)
- Убијао сам бикове (1985, 1988)
- Кришке времена (1993)
- Блато (1999)

### Књиге новела
- Дневник непознатог (1965)
- Ветар у сувој трави (1976)
- Кругови (1993)

### Књиге прозе
- Белина сутра (1984)
- Флогистон (1989)
- Азбука (1990)

### Романи
- Лутке; Лутке на буњишту (1965, 1991)
- Каин и Авељ (1969, 1986)
- Задах тела (1982, 1985, 1987, 1988, 1990)
- Они више не постоје (1985, 1987)
- Зид смрти (1985, 1986, 1987)
- Лов на тигрове (1988)
- Расло ми је бадем дрво (1988)
- Вашар на Светог Аранђела (1990)
- Траг дивљачи (1991)
- Лапот (1992)
- Биљна крв (1995)
- Симетрија (1996)
- Долап (1997)

### Књиге есеја
- Филм у школским клупама (1964)
- Ђавољи филм (1969, 1996)
- О одвратном (1972, 1982)
- Балкански џез (1989)
- Давне године (1997)

### Књиге разговора
- Језгро напетости (1990)
- Лудило у огледалу (1992)
- Јахач на локомотиви, разговори са Живојином Павловићем, СКЦ (2001)

### Дневници
- Испљувак пун крви (1984. забрањен, 1990)
- Откуцаји (1998)
- Дневници I-VI (2000)

### Књига епистоларне прозе
- Волтин лук (са Гораном Милашиновићем, 1996)